# West-Brabantse waterlinie

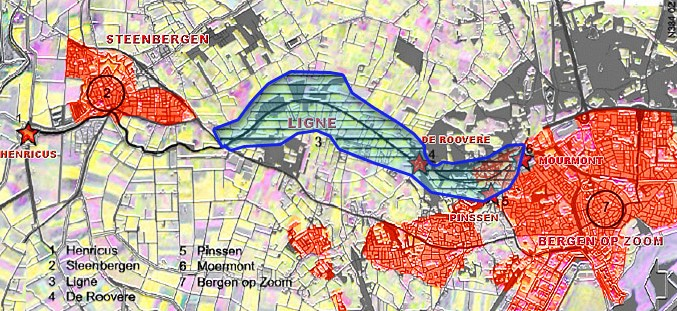
Overzichtskaart

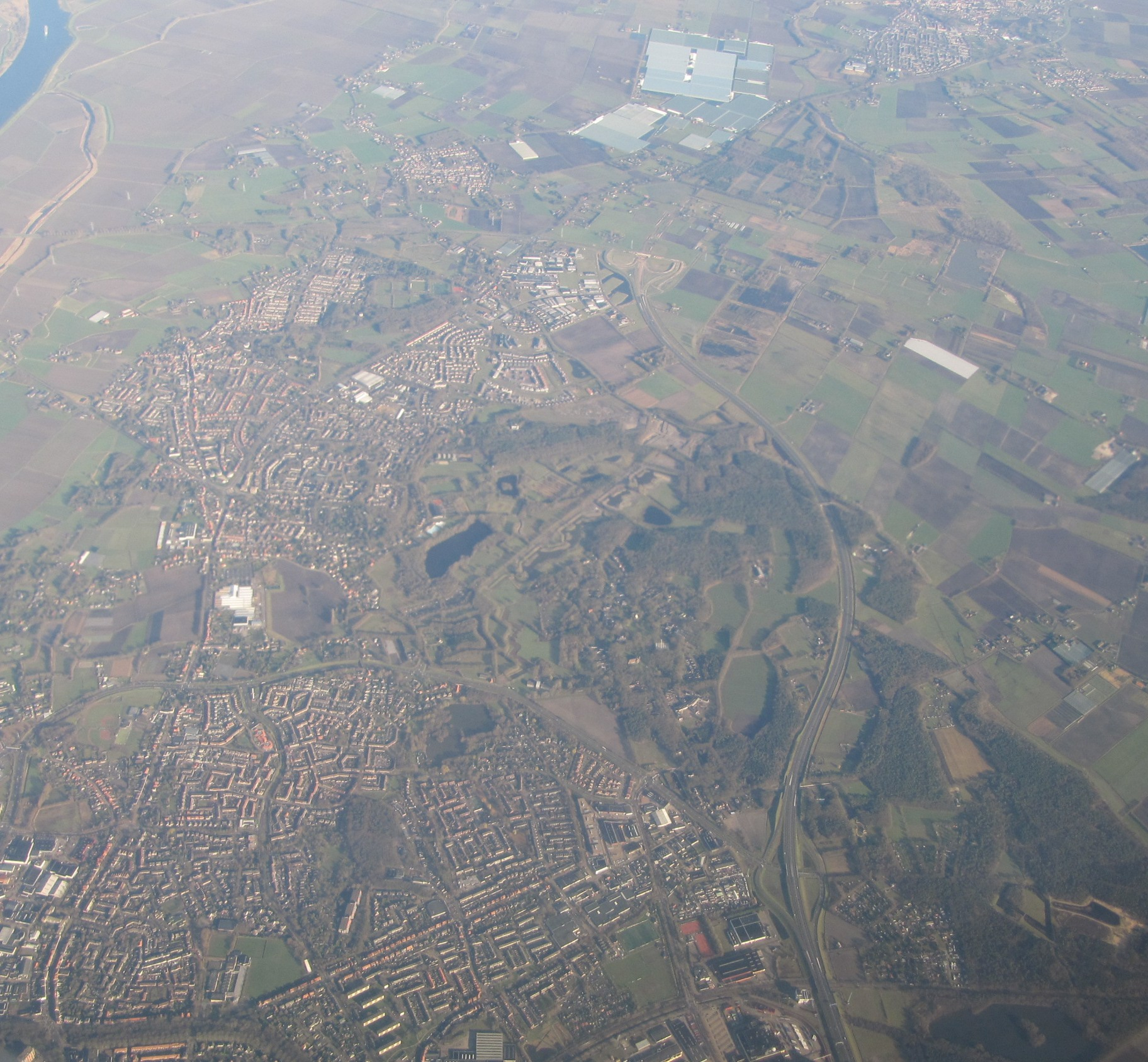
West-Brabantse waterlinie vanuit de lucht (Bergen op Zoom onder en Steenbergen rechtsboven)

De West-Brabantse waterlinie (later: Stelling West Noord-Brabant) is een Nederlandse militaire verdedigingslinie gebaseerd op inundatie.
De West-Brabantse waterlinie wordt de op een na oudste van Nederland genoemd (na de Eendrachtslinie) en werd aangelegd in 1628. Ze ligt tussen de vestingen Bergen op Zoom en Steenbergen en bestond uit vier forten. Vanaf Bergen op Zoom bestaat de linie achtereenvolgens uit de forten Moermont (is verdwenen), Pinssen en De Roovere, de inundatievlakte het Halsterens Laag, de vesting Steenbergen en uiteindelijk fort Henricus. Vanuit dit laatste fort kon door het openzetten van een sluis in de Steenbergse Vliet zeewater instromen, waardoor het Halsters en Oudlands laag onder liepen. Ook de beekjes de Ligne en de Zoom konden worden gebruikt om het land onder te laten lopen.
De aanleg van de drie zuidelijke forten nam slechts 23 weken in beslag. Bij de oplevering van de forten in november 1628 kwam opperbevelhebber Frederik Hendrik van Oranje-Nassau op bezoek om te beoordelen hoe de 4000 manschappen zich als fortenbouwers van hun taak hadden gekweten. Van de inspectietocht per boot van Delft via Dordrecht naar West-Brabant maakte zijn secretaris Constantijn Huygens een dichterlijk reisverslag.
Het initiatief voor de aanleg werd genomen door de Staten van Zeeland en Holland. De linie had als doel om de genoemde steden te beschermen tegen een Spaanse aanval vanuit het oosten. Het tweede doel was het beveiligen van de Eendracht, de natuurlijke vaarweg tussen deze gewesten.
De vestingbouwkundige Menno van Coehoorn kwam in 1698 met het plan om de drie zuidelijke forten middels een liniewal met elkaar te verbinden. Dit werd in 1727 gerealiseerd.
Tussen 1628 en 1830 heeft men zesmaal zijn toevlucht gezocht in inundatie, eenmaal tegen de Spanjaarden, viermaal tegen de Fransen en de laatste keer tegen de Belgen.
Na het verlies van hun militaire functie begin negentiende eeuw werden de stenen gebouwen op fort De Roovere ontmanteld.
De linie is in de Eerste Wereldoorlog uitgebreid ten zuiden van Bergen op Zoom om een eventuele aanval van Engeland af te kunnen slaan. In die periode werd de linie voor het eerst de 'Stelling West Noord-Brabant' genoemd. Via Zeeland zou de Engels-Franse coalitie België en Duitsland makkelijker kunnen bereiken. In 1809 werd eerder een invasie in Zeeland door Engeland afgeslagen door Franse en Nederlandse troepen van Napoleon. Aan de andere kant zou Duitsland in de Eerste Wereldoorlog een voordeel kunnen hebben aan een gebruik van de haven Antwerpen en de extra bevoorradingslijnen naar België.
In 2000 werd de stichting Vrienden van de West Brabantse Waterlinie opgericht.